# Givoletto
Givoletto ( piemonti nyelven Givolèt ) egy olasz község a Piemont régióban, Torino megyében.

## Fekvése

Givoletto község Torino megye térképén

Givoletto Torinótól északnyugatra az Alpokban fekszik. A vele szomszédos községek:La Cassa, San Gillio, Val della Torre és Varisella.

## Látványosságok
Legfontosabb látnivalóia plébániatemplom, a hatrangtorony (eredetileg védelmi célokat szolgált), és a Monte Castello, ahol a Maria Ausiliatrice kápolna emelkedik.

## Fordítás
- Ez a szócikk részben vagy egészben  a   Givoletto című olasz Wikipédia-szócikk fordításán alapul.  Az eredeti cikk szerkesztőit annak laptörténete sorolja fel. Ez a jelzés csupán a megfogalmazás eredetét és a szerzői jogokat jelzi, nem szolgál a cikkben szereplő információk forrásmegjelöléseként.